# HD 216608
HD 216608，又名BD+43 4331，SAO 52465、HR 8708，是一颗恒星，视星等为5.81，位于銀經101.91，銀緯-13.26，其B1900.0坐标为赤經22h 49m 11.5s，赤緯+44° -13.26′ 2″。